# Kontio (isbrytare)
Kontio är en finländsk isbrytare. Den beställdes i december 1985 och sjösattes 1986.